# Magic (албум на Аксел Руди Пел)
„Magic“ е шестият студиен албум на германския китарист Аксел Руди Пел. Издаден е през 1997 г. и е последният на Пел с Джеф Скот Сото и Кристиан Волф.

## Състав
- Джеф Скот Сото – вокал
- Аксел Руди Пел – китара
- Волкер Кравчак – бас
- Кристиан Волф – клавишни
- Йорг Майкъл – барабани